# Katja Kipping

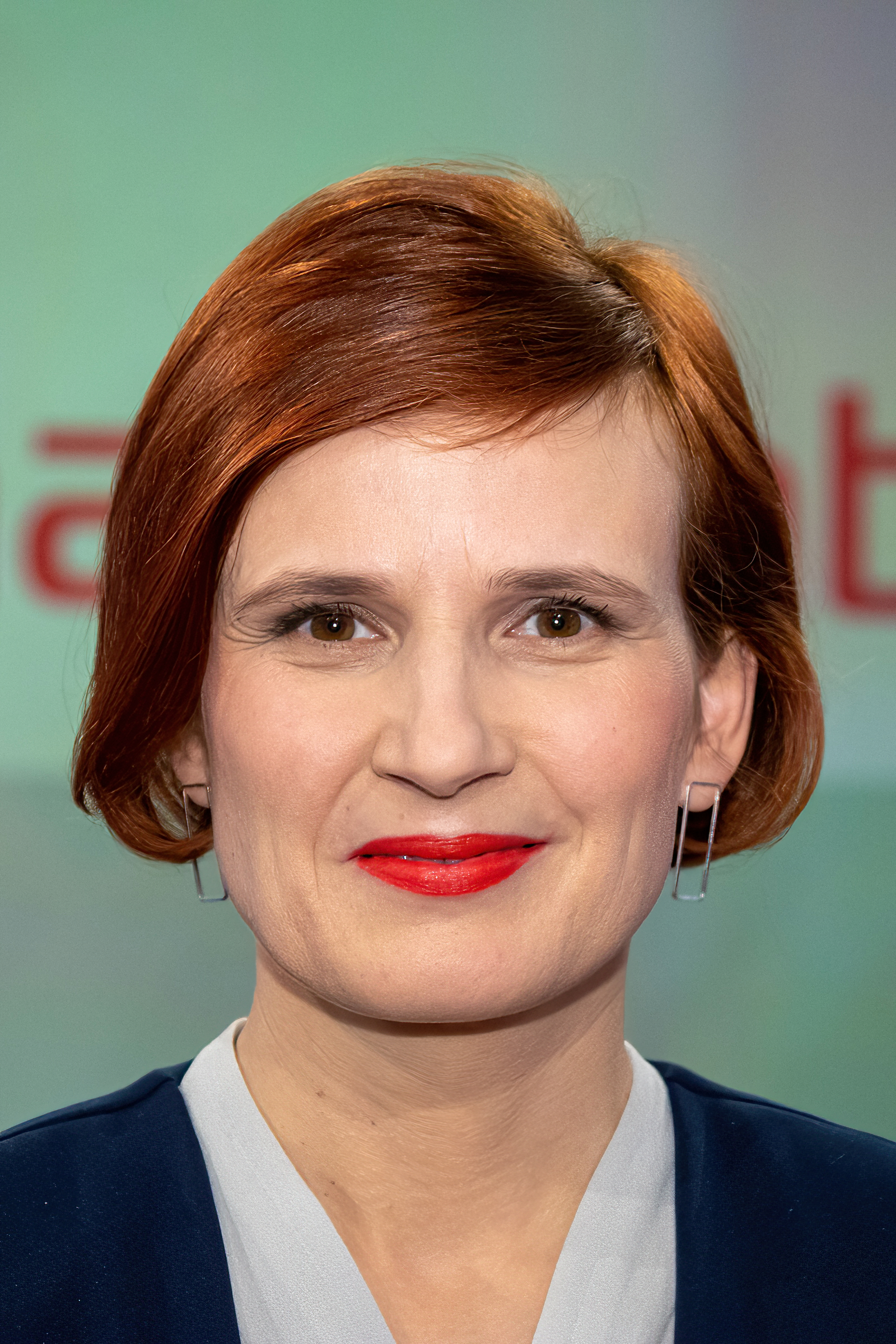
Katja Kipping bei Maischberger 2019

Katja Kipping (* 18. Januar 1978 in Dresden) ist eine deutsche Politikerin der Partei Die Linke. Sie war von 2021 bis 2023 Berliner Senatorin für Integration, Arbeit und Soziales im Senat Giffey. Von 2005 bis 2022 war sie Mitglied des Deutschen Bundestages und von 2012 bis 2021 gemeinsam mit Bernd Riexinger Parteivorsitzende der Partei Die Linke.
Bevor Katja Kipping 2005 in den Deutschen Bundestag einzog, saß sie für die PDS im Landtag von Sachsen, wo sie ab 2003 auch dem Fraktionsvorstand angehörte. Von der Gründung der Linkspartei 2007 bis zu ihrer Wahl als Vorsitzende war sie auch stellvertretende Parteivorsitzende. Sie gehört der reformorientierten Emanzipatorischen Linken an.

## Leben und Beruf
Katja Kipping wurde in Dresden geboren. Ihr Vater war Ökonom bei Robotron, ihre Mutter Lehrerin. Nach dem Abitur 1996 am Annen-Gymnasium in Dresden leistete Kipping von 1996 bis 1997 ein Freiwilliges Soziales Jahr in Gattschina bei Sankt Petersburg (Russland). Sie studierte von 1997 bis 2003 Slawistik mit den Nebenfächern Amerikanistik und Öffentliches Recht an der TU Dresden und schloss als Magistra Artium (M.A.) ab. 
Nach ihrem Ausscheiden als Senatorin im Jahr 2023 begann sie ein Studium im Bereich Personalmanagement. Zudem hilft Kipping seit November 2023 ehrenamtlich beim Schwimmunterricht für Kinder der DLRG in Berlin.
Zum 1. September 2024 wurde Kipping Geschäftsführerin und zugleich Leiterin der Abteilung Sozialpolitik beim Deutschen Paritätischen Wohlfahrtsverband.
Katja Kipping ist mit dem Politologen und ehemaligen Bundesvorsitzenden des Jugendverbandes JungdemokratInnen/Junge Linke Kolja Möller verheiratet und hat eine Tochter. Sie lebt in Berlin und in Dresden.

## Politische Tätigkeit
Kipping engagierte sich als Jugendliche beim linken Jugendprojekt Roter Baum e. V. in ihrer Heimatstadt und mit Beginn ihres Studiums 1997 im sogenannten Protestbüro an der TU Dresden. 1998 wurde sie Mitglied der PDS. Ab Juli 2003 war sie stellvertretende Bundesvorsitzende der PDS mit den Arbeitsschwerpunkten Agenda Sozial und Kontakt zu sozialen Bewegungen. Sie galt im Parteibildungsprozess als eine der Befürworterinnen einer vereinigten gesamtdeutschen Linken. Von Dezember 2004 bis April 2008 war Kipping Sprecherin des Netzwerks Grundeinkommen. Sie gehört gemeinsam mit Caren Lay und Julia Bonk zu den Initiatorinnen der Emanzipatorischen Linken. Am 16. Juni 2007 wurde sie zur stellvertretenden Bundesvorsitzenden der Partei Die Linke gewählt. Fünf Jahre später wählten die Delegierten auf dem 3. Bundesparteitag am 2. Juni 2012 Katja Kipping mit einer Zustimmung von 67 % zur Bundesvorsitzenden. Seitdem vertrat sie die Partei gemeinsam mit Bernd Riexinger. Sie wurde sowohl auf dem Berliner Parteitag im Mai 2014 mit 77 % als auch auf dem Parteitag in Magdeburg 2016 mit 74 % als Parteivorsitzende bestätigt. Im Juni 2018 wurde sie auf dem Parteitag in Leipzig mit 64,5 % erneut gewählt. Nach dreimaliger Wiederwahl trat Kipping bei den Wahlen zum Parteivorsitz 2021 nicht erneut an.
Katja Kipping war Redakteurin des Magazins Prager Frühling. Das Magazin für Freiheit und Sozialismus (so sein Untertitel) erschien seit Mai 2008 im VSA-Verlag und von 2014 bis 2019 nur noch online. Kipping ist Gründungsmitglied des Instituts Solidarische Moderne e. V. (ISM). Sie gehört seinem Vorstand an und war bis zum 24. Juni 2012 auch dessen Sprecherin.

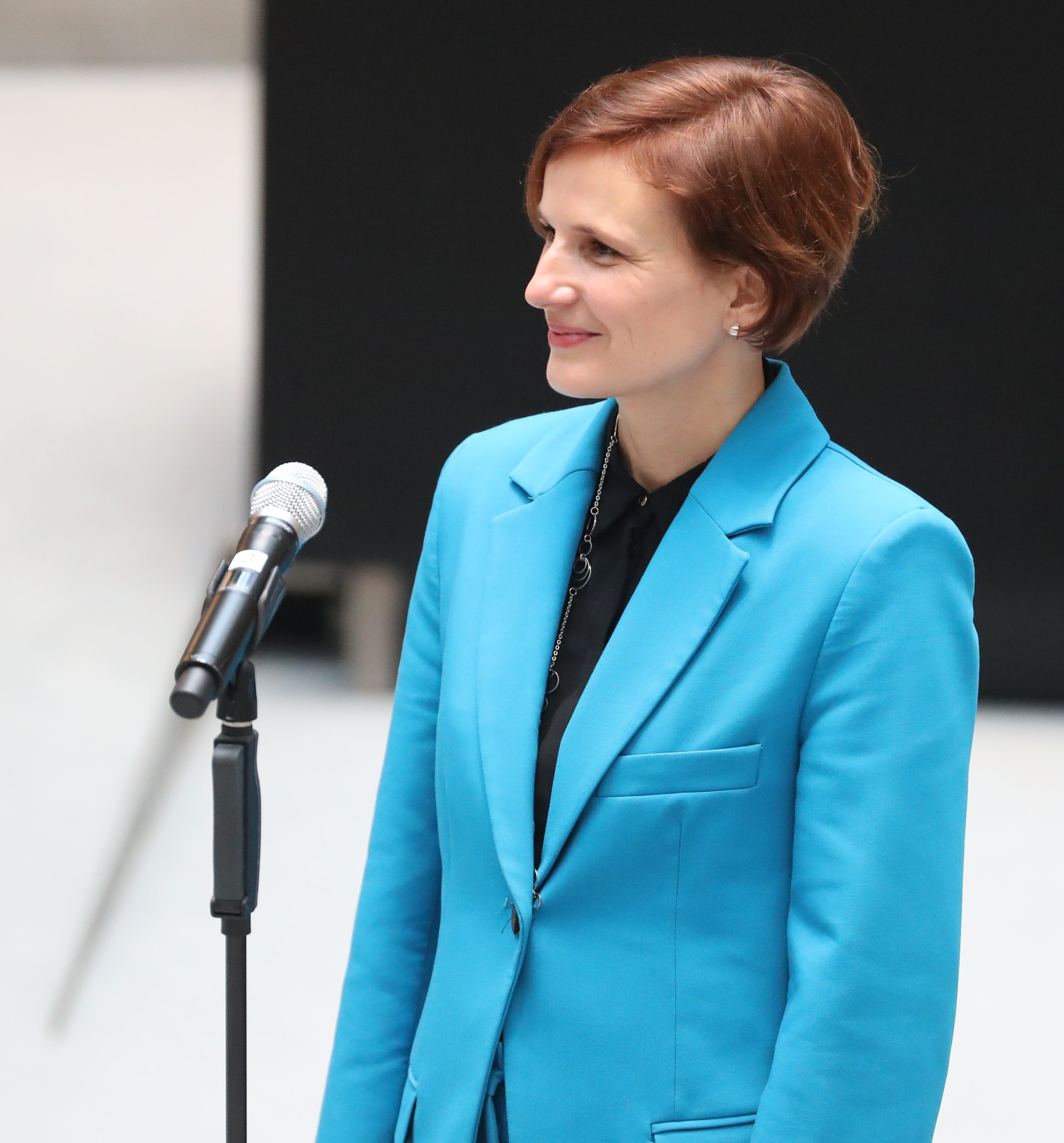
Katja Kipping bei der Vereidigung als Berliner Senatorin, 2021

Nachdem die Berliner Sozialsenatorin Elke Breitenbach nach der Wahl zum Abgeordnetenhaus im September 2021 bekanntgegeben hatte, dem Senat nicht mehr angehören zu wollen, nominierte die Linkspartei Kipping als deren Nachfolgerin. Am 21. Dezember 2021 trat sie als Senatorin für Integration, Arbeit und Soziales in den Senat Giffey ein. Im Zuge der Bildung des Senats Wegner Ende April 2023 schied sie aus dem Amt aus.

## Abgeordnete

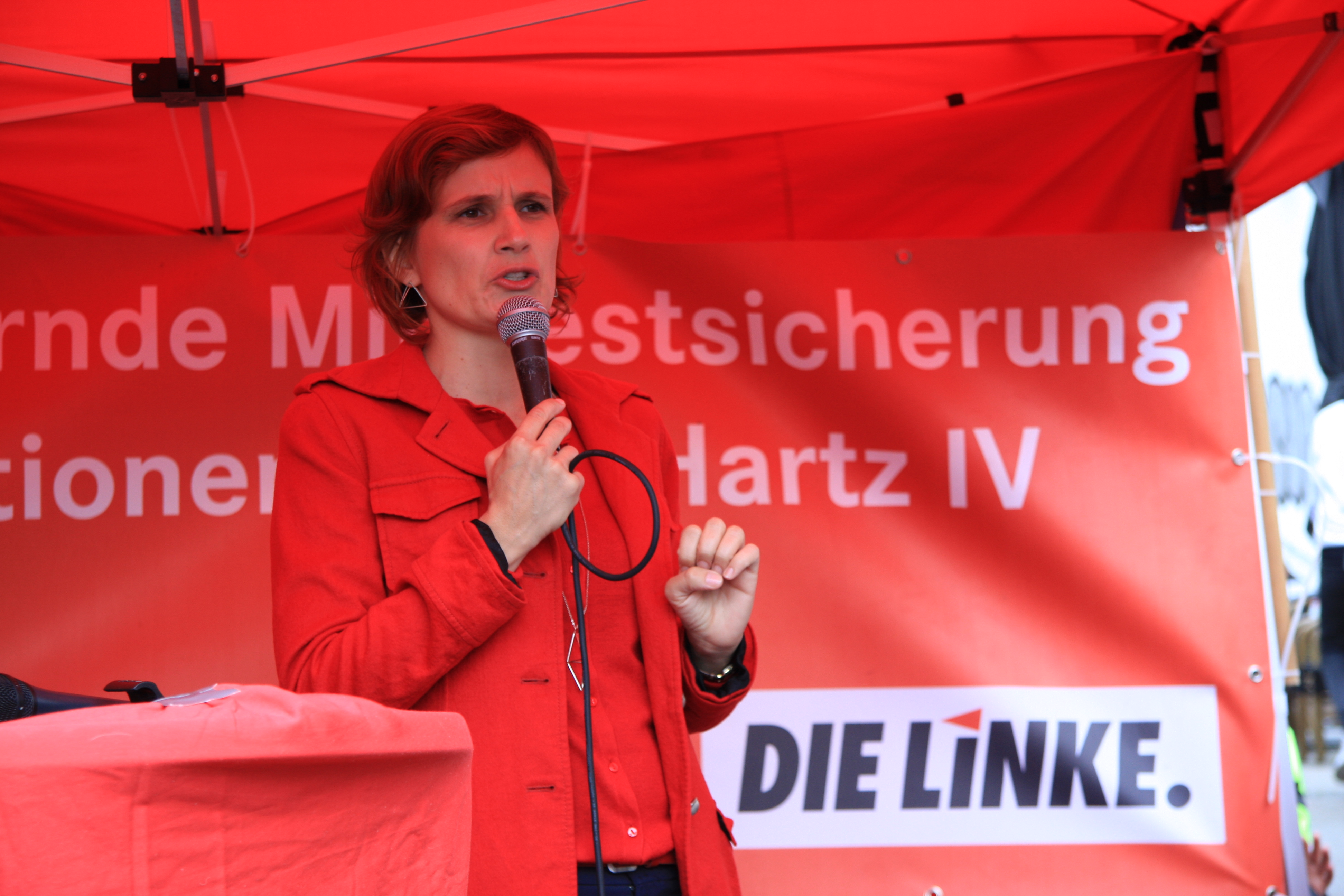
Kipping bei einer Wahlkampfveranstaltung mit dem Thema „Existenzsichernde Mindestsicherung ohne Sanktionen“ vor der Bundestagswahl 2017

Katja Kipping gehörte von 1999 bis 2003 dem Stadtrat von Dresden an.
Von 1999 bis 2005 war sie Mitglied des Sächsischen Landtages. Hier war sie Sprecherin der PDS-Fraktion für Verkehrs- und Energiepolitik und ab 2003 Mitglied des Fraktionsvorstandes.
Von 2005 bis 2022 war Kipping Mitglied des Deutschen Bundestages. Sie war als Spitzenkandidatin der Landesliste Sachsen in den Bundestag eingezogen. Ihr Wahlkreis war Dresden I. Im Bundestag war die erklärte Hartz-IV-Gegnerin die sozialpolitische Sprecherin der Linksfraktion. Sie war als stellvertretendes Mitglied im Ausschuss für Arbeit und Soziales vertreten.
Vom 25. November 2009 bis 26. September 2012 war sie Vorsitzende des Ausschusses für Arbeit und Soziales des Deutschen Bundestags. Im Januar 2012 wurde bekannt, dass Kipping eine von 27 Bundestagsabgeordneten der Linken Betroffene der Beobachtung der Partei Die Linke durch den Verfassungsschutz war, was durch Vertreter von SPD, Grünen und FDP kritisiert wurde.
Mit Ablauf des 3. Januar 2022 schied Kipping nach dem Verzicht auf ihr Mandat aus dem Deutschen Bundestag aus. Für sie rückte zwei Tage später Clara Bünger nach.

## Politische Positionen

### Sozialpolitik
Katja Kipping gilt als Streiterin für die Idee des bedingungslosen Grundeinkommens sowie für die Vier-in-einem-Perspektive von Frigga Haug. Zwischenziele auf dem Weg zu einem bedingungslosen Grundeinkommen sind für sie Sanktionsfreiheit in den Grundsicherungssystemen, der garantierte Schutz aller vor Armut, eine Kindergrundsicherung sowie Arbeitszeitverkürzung (4-Tage-Woche). Im November 2020 beteiligte sich Kipping an einem internationalen Aufruf für die Einführung der 4-Tage-Woche.
Nach dem Urteil des Bundesverfassungsgerichts im November 2019 zum ALG II forderte sie zusammen mit Sozialverbänden, Wissenschaftlern, Netzwerk Grundeinkommen, Gewerkschaften und Politikern von SPD und den Grünen in einer gemeinsamen Erklärung die vollständige Abschaffung der Sanktionen und ein menschenwürdiges System der Förderung und Unterstützung. Die Karlsruher Entscheidung zum Arbeitslosengeld II begrüßte Kipping als historisches Urteil hin zu sozialen Garantien.

### Migrations- und Flüchtlingspolitik

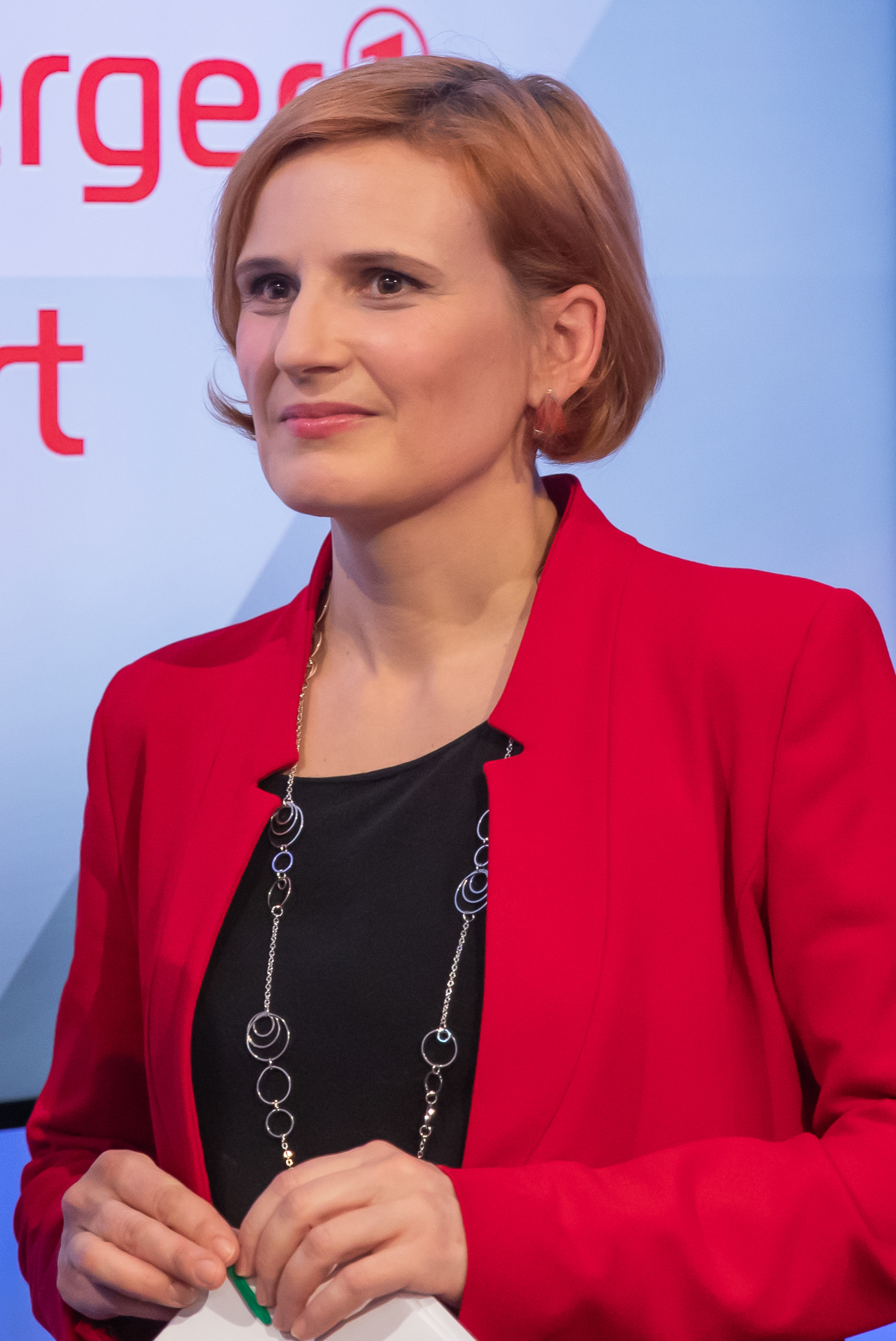
Katja Kipping (2020)

Während der sogenannten Flüchtlingskrise betonte Kipping, dass Menschen aufgrund globaler Ungerechtigkeitslagen flüchteten. Sie forderte eine Auseinandersetzung mit dem Kapitalismus, um Fluchtursachen wirksam zu bekämpfen. Sie verteidigte die Entscheidung im September 2015, die Grenzen nicht zu schließen, um Flüchtlingen aus Syrien die Einreise zu ermöglichen. Kipping fordert ein linkes Einwanderungsgesetz. Kipping kritisiert die aus ihrer Sicht vorgenommene Abschottungspolitik der EU und spricht sich für Pflichtaufnahmequoten der Mitgliedsländer aus. Sie spricht von einer Fluchtumlage, nach der alle EU-Staaten Flüchtlinge je nach ihrer jeweiligen ökonomischen Leistungsfähigkeit aufnehmen sollen.
Im Jahr 2020 sprach sich Kipping für die sofortige Aufnahme von Flüchtlingen aus den Lagern auf den griechischen Inseln aus.

### Wirtschaftspolitik
Katja Kipping spricht sich für einen Paradigmenwechsel in der Wirtschaft aus. Sie nennt eine „Ökonomie des Gemeinsamen“ als politisches Ziel, die sich nicht an Profiten, sondern an den Interessen der Bürgerinnen und Bürger ausrichte. Zwei Pfeiler sollten diese stützen: Mit dem Konzept der Commons solle das kooperative Arbeiten an Gemeingütern unter Nutzung von digitalen Technologien ausgebaut werden. Dadurch würde sich nach Ansicht Kippings die Produktivität erhöhen. Der zweite Pfeiler ist der Infrastruktursozialismus. Dieser soll die Grundversorgung der Bevölkerung in Bereichen wie Gesundheit, Wohnen, Nahverkehr etc. sicherstellen und dabei sowohl auf nationalen Entscheidungen wie auch auf lokalen Initiativen basieren.

### Europapolitik
In der Eurokrise sprach sich Kipping gegen die Austeritätspolitik der Troika in Griechenland aus und forderte einen Schuldenschnitt für das Land.
Sie tritt für eine soziale Unionsbürgerschaft ein, die eine soziale Absicherung oberhalb der regionalen Armutsrisikogrenze als Grundrecht gewährt.

### Coronakrise
In der Coronapandemie sprach sich Kipping früh für einen solidarischen Lockdown aus. Dies meint vor allem einen Zuschlag auf alle Sozialleistungen, eine Verlängerung des Bezugszeitraums von Arbeitslosengeld I und eine Erhöhung des Kurzarbeitergeldes auf 90 %. Gleichzeitig sollen die Infektionsschutzmaßnahmen auch in Unternehmen konsequenter umgesetzt und stärker kontrolliert werden. Um die Kosten der Coronakrise abzufedern, will Kipping eine Vermögensabgabe für Millionäre einführen. Sie tritt insgesamt für härtere Infektionsschutzmaßnahmen ein, um die Inzidenz auf ein sehr niedriges Niveau abzusenken. Damit sollen weitere Lockdowns und neue Mutationen des Virus verhindert werden.

### DDR und Unrechtsstaatsdebatte
In der Fernsehsendung Markus Lanz sagte Kipping, dass in der DDR Unrecht geschehen sei, sie den Begriff Unrechtsstaat für die DDR aber nicht gebrauchen wolle. Kipping sagt: „Ich habe immer das Gefühl, das ist so eine Art Demut, eine Unterwerfungsgeste, die von Leuten aus dem Osten eingefordert wird“. Daher wolle sie diesen Begriff nicht verwenden. Anlässlich des 30. Jahrestags des Mauerfalls sprach sie sich für ein Gedenken aus, das auch an die nicht eingelösten Chancen des demokratischen Aufbruchs von 1989 erinnert.

### Russischer Überfall auf die Ukraine 2022
Nach dem russischen Überfall auf die Ukraine sagte Kipping, es gebe „nur zwei Botschaften, ohne irgendwelche Relativierung: Putins Politik verurteilen und ungeteilte Solidarität für die Geflüchteten aus der Ukraine“. Sie kritisierte Sahra Wagenknecht mehrfach für deren Haltung zum Konflikt. Ende Februar 2023 erklärte Kipping, die „Verantwortung für das Leid und für die Toten“ trage „das Regime Putin“. Russland müsse den völkerrechtswidrigen Angriffskrieg beenden „und raus aus der Ukraine“.

## Veröffentlichungen
- Mit Christine Buchholz (Hrsg.): G8 – Gipfel der Ungerechtigkeit. VSA, Hamburg 2006, ISBN 3-89965-200-2.
- Ausverkauf der Politik – Für einen demokratischen Aufbruch. Econ, Berlin 2009, ISBN 978-3-430-20079-0.
- Wer flüchtet schon freiwillig? Die Verantwortung des Westens oder Warum sich unsere Gesellschaft neu erfinden muss. Westend Verlag, Frankfurt 2016, ISBN 978-3-86489-133-5.
- Grundeinkommen als Demokratiepauschale und sozialökologische Transformation. In: Becker, M.; Reinicke, M.: Anders wachsen. Von der Krise der kapitalistischen Wachstumsgesellschaft und Ansätzen einer Transformation. oekom, München, 2018, ISBN 978-3-96238-031-1.
- Neue linke Mehrheiten. Eine Einladung von Katja Kipping. Argument, Hamburg 2020, ISBN 978-3-86754-518-1.
- Mit Johanna Bussemer: Green New Deals als Zukunftspakt. Die Karten neu mischen. August Verlag, Berlin 2021, ISBN 978-3-941360-88-4.

## Auszeichnungen
2024 wurde Katja Kipping mit dem Basic Income Award ausgezeichnet, der 2-jährlich an Persönlichkeiten verliehen wird, die sich besonders für das bedingungslose Grundeinkommen einsetzen.